# ウスマン・ヴィエラ
ウスマン・ヴィエラ（Ousmane Viera 、1986年12月21日 - ）は、コートジボワール・ダロア出身の元プロサッカー選手。元サッカーコートジボワール代表。現役時代のポジションはDF。

## 経歴
2008年、コートジボワール代表の一員として北京オリンピックに参加。アルゼンチン、セルビア、オーストラリア、そしてナイジェリアの計4試合に出場した。コートジボワールは準々決勝でナイジェリアに敗れた。
2013年9月6日に開催された2014 FIFAワールドカップ・アフリカ予選のモロッコ戦でA代表初キャップ。試合は1-1で引き分けた。
2014 FIFAワールドカップでは登録メンバー23人の1人に選ばれたが、1分もプレイせず大会を終えた。
アフリカネイションズカップ2015ではカメルーン戦と準決勝DRコンゴ戦の2試合に出場。
コロ・トゥーレの代表引退後、センターバックのレギュラーに定着。
2015年3月26日、アンゴラとの親善試合で代表初ゴールを決め、2-0で勝利した。

## 代表歴

### 出場大会
- コートジボワール代表
  - 2014 FIFAワールドカップ

### 試合数
- 国際Aマッチ 19試合 1得点（2013年-2016年）[3]

| コートジボワール代表 | 国際Aマッチ | 国際Aマッチ |
| 年                   | 出場        | 得点        |
| -------------------- | ----------- | ----------- |
| 2013                 | 1           | 0           |
| 2014                 | 4           | 0           |
| 2015                 | 11          | 1           |
| 2016                 | 3           | 0           |
| 通算                 | 19          | 1           |

## タイトル
CFRクルジュ
- クパ・ロムニエイ: 2008–09

コートジボワール代表
- アフリカネイションズカップ: 2015